# Плентивуд (Монтана)
Плентивуд (англ. Plentywood) — крупнейший город и административный центр округа Шеридан в штате Монтана в Соединённых Штатах Америки.
Согласно данным переписи населения США 2020 года число жителей города 
составляло 1669 человек, что, для такого небольшого населённого пункта, существенно меньше (− 3.7%), чем было во время предыдущей переписи, проводившейся в 2010 году (1734 человека).

## История
В местном фольклоре есть легенда, что название близлежащего ручья Плентивуд, в честь которого и был назван город, появилось так: группа ковбоев с раздражением наблюдала, как повар тщетно пытался разжечь огонь с помощью сырых щепок из мяса буйвола. Наконец, разозлившись, Датч Генри воскликнул: «Если вы пройдете две мили вверх по этому ручью, вы найдете много дров». Словосочетание «много дров» или «plenty wood» была произнесена с таким надрывом, что ковбои стали называть так ручей меж собой и название прижилось во всей округе, а затем два слова сложились в одно — Плентивуд. 

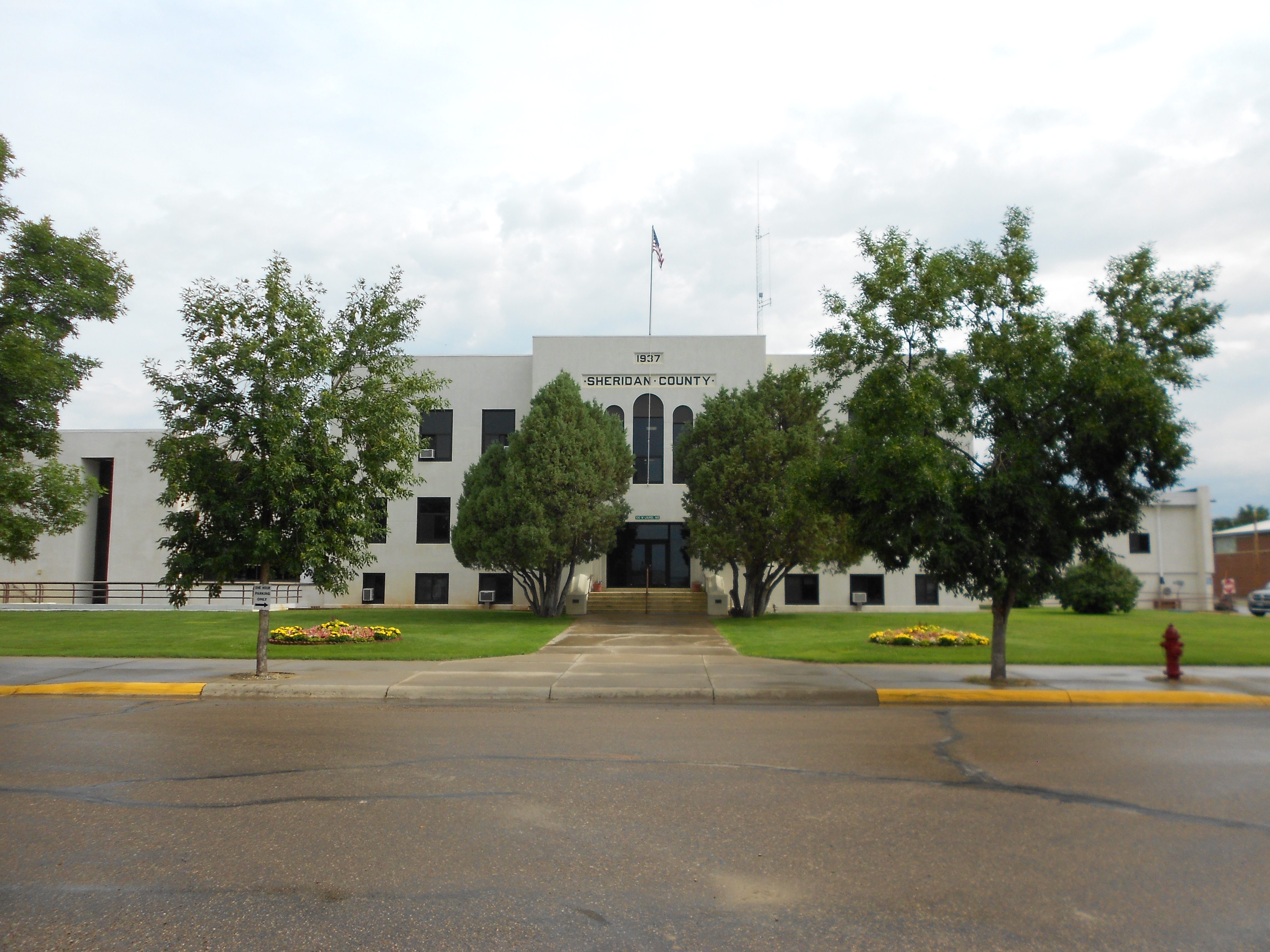
Окружной суд Шеридана

В 1881 году вождь индейского племени хункпапа Сидящий Бык и его отряд сдались американским войскам примерно в том месте, где сейчас находится Плентивуд.
Лидер «Дикой банды» Бутч Кэссиди и другие скотокрады использовали тропу через Плентивуд, чтобы перегнать угнанный скот в Канаду. Множество оврагов обеспечивали незаметность для преступников. Закон о расширенных усадьбах 1909 года вызвал рост числа поселенцев в Монтане, в том числе в районе Плентивуда, что заставило многих преступников уйти из этих мест.

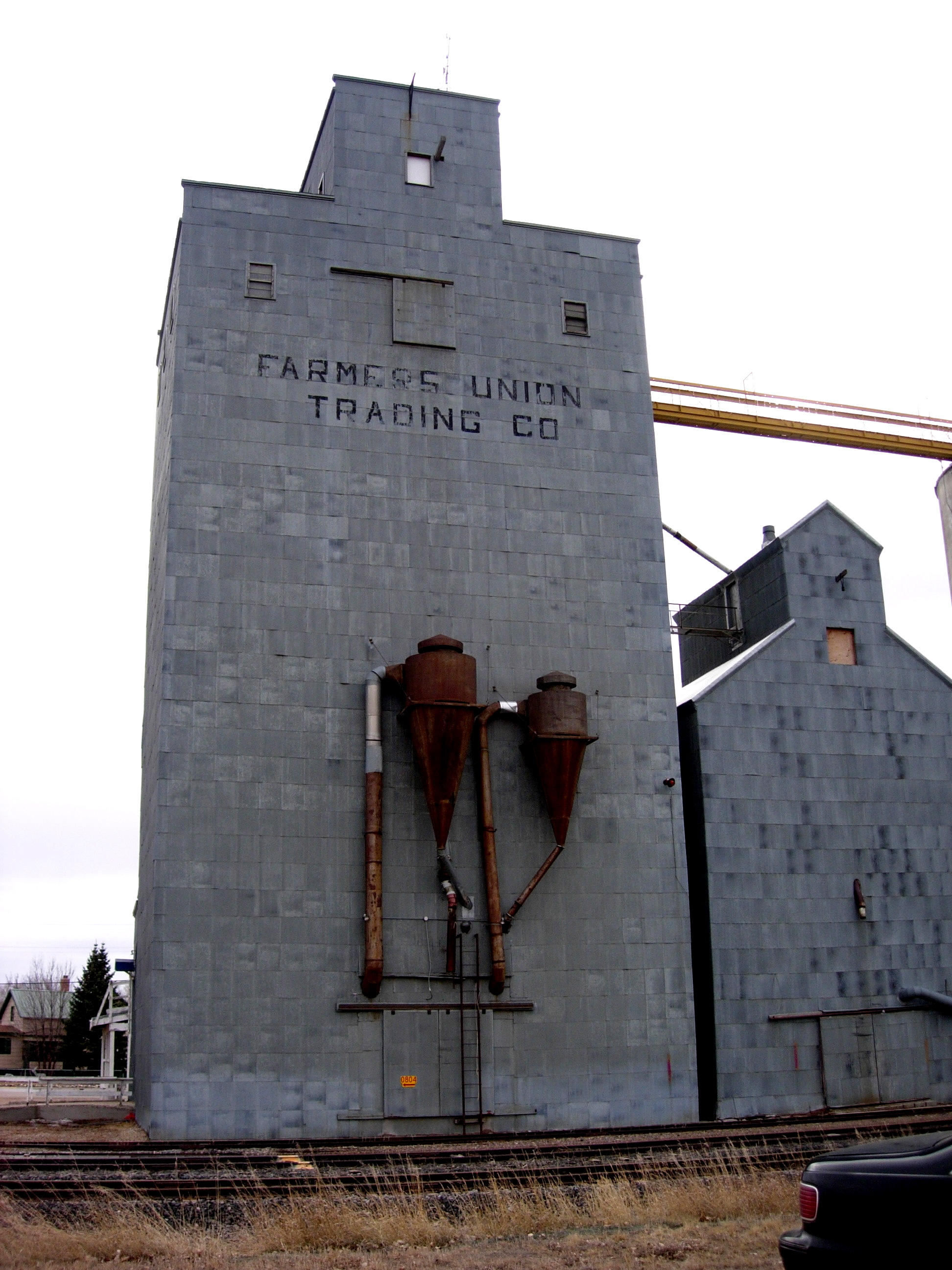
Элеватор — самое высокое сооружение в городе

Первое постоянное предприятие в Плентивуде открылось в 1900 году, а два года спустя открылось первое отделение Почтовой службы США. 
В 1912 году Плентивуд был включён в реестр штата и официально получил статус города.
Приход в город Великой Северной железной дороги послужил катализатором для роста местной экономики.
В 1920-х годах Плентивуд стал известен на всю страну из-за избрания коммунистов на выборные должности как в Плентивуде, так и в округе Шеридан. Как сказал один историк, «за три десятилетия до того, как сенатор Джозеф Маккарти попытался вызвать истерию в сердцах американцев призраком ползучего коммунистического контроля, радикалы в округе Шеридан уже добились того, чего маккартисты, возможно, боялись больше всего: они создали сообщество, в котором «красные» заняли все выборные должности в округе». Хотя этот расклад в основном рухнул к концу 1932 года, это снова привлекло внимание после публикации книги на эту тему в 2010 году.
Своего пика (2476) численность населения города достигла в 1980-х годах, но с 1990-х число горожан неуклонно сокращалось и в концу первой четверти XXI века уже не дотягивало до отметки в 1,7 тысячи человек.

## География
Согласно данным Бюро переписи населения США, общая площадь города составляет 1,17 квадратных мили (3,03 км2) и вся эта территория приходится на сушу.
В этом районе есть небольшие холмы со значительным количеством земель, отданных под сельское хозяйство. Озеро Бокслер находится к северу от города, а Государственный парк Браш-Лейк расположен в 31 миле (50 километров) к югу.

## Климат
Согласно системе классификации климатов Кёппена, в Плентивуде преимущественно полузасушливый климат, который сокращенно обозначается на климатических картах аббревиатурой «BSk».